# Arta în Botswana

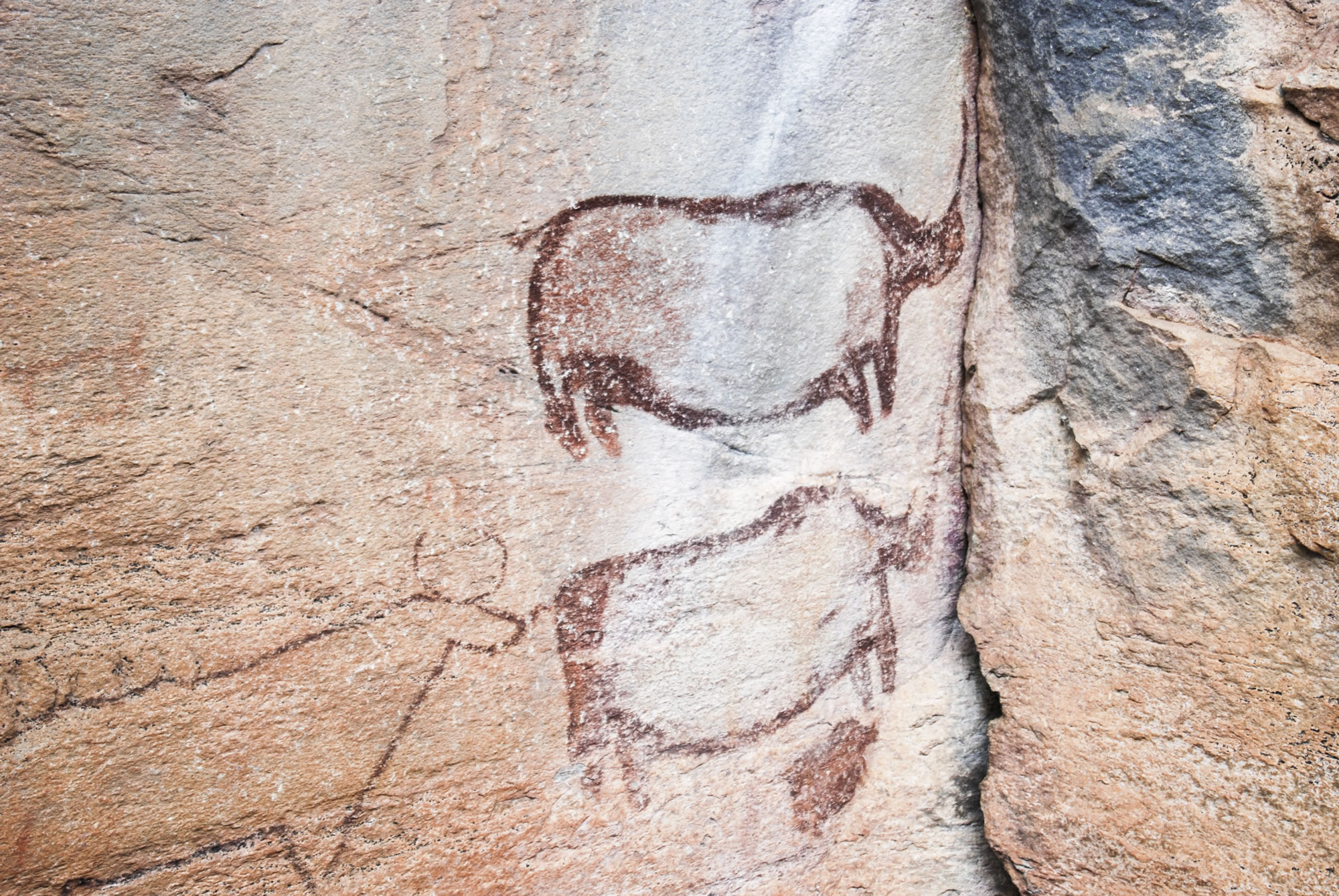
Artă rupestră San la Tsodilo, Patrimoniul Mondial UNESCO

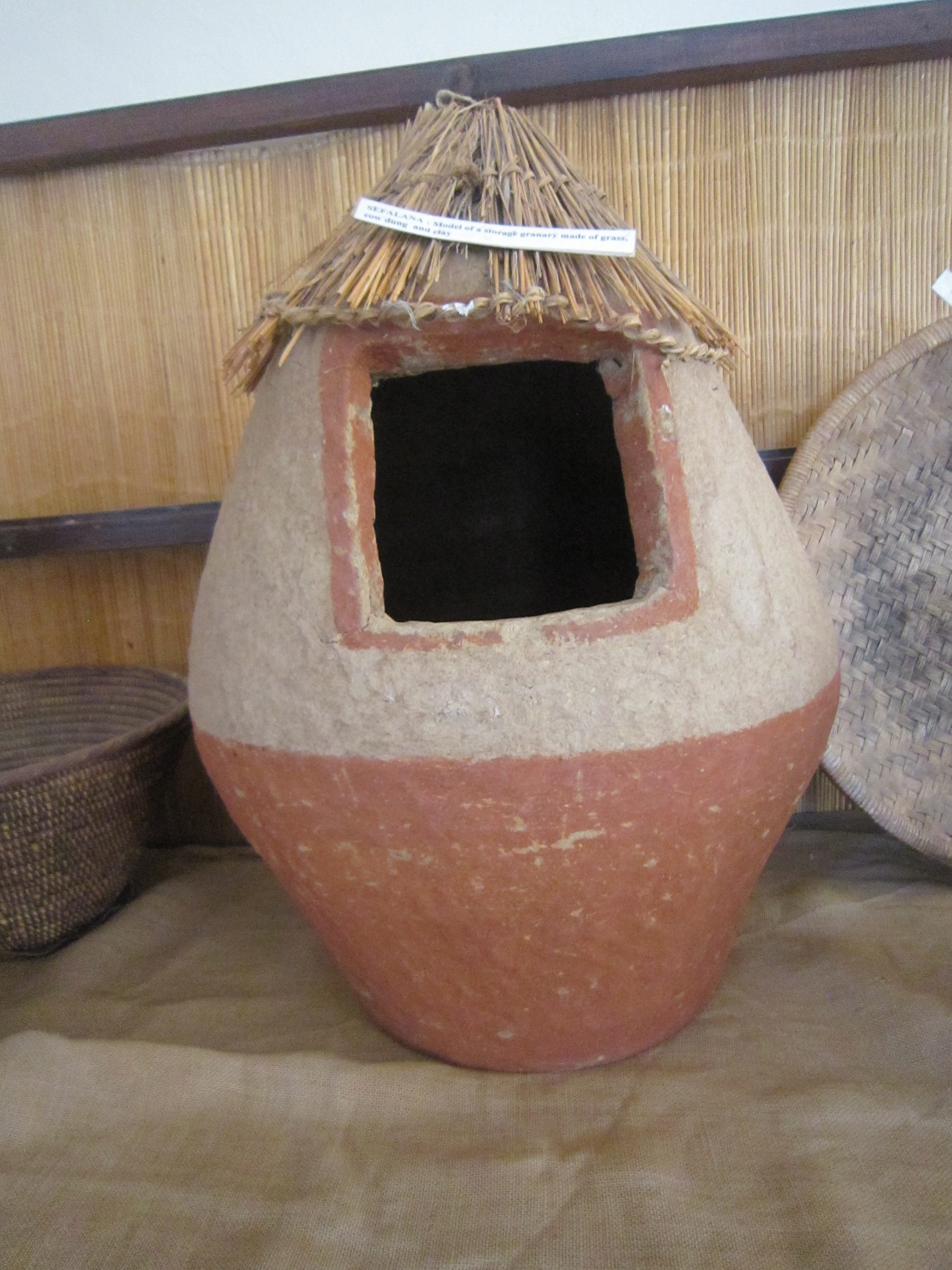
O parte din colecția de la Muzeul Phuthadikabo, Botswana

Arta vizuală din Botswana a variat între diferitele grupuri etnice și de-a lungul istoriei. Din punct de vedere istoric, s-a împărțit în două categorii principale: cea a popoarelor San (cunoscute și sub numele de boșmani) și cea a popoarelor de origine Bantu, cum ar fi Batswana⁠(d).

## Arta San
Prima este de origine mai veche și include decorarea multor dispozitive și echipamente de care San aveau nevoie pentru existența în deșert. Articole precum cojile de ouă de struț, filtre de apă din lut, piei de animale, săgeți, arcuri și oale au primit adesea decorațiuni suplimentare prin intermediul unor decorațiuni incizate sau în relief, decorațiuni imprimate pe ceramică, mărgele și sculpturi. Aceste triburi au sculptat și obiecte de artă care nu aveau altă funcție, cel mai adesea animale.
O artă mai veche este artei rupestre San, pentru care populația San este renumită pe bună dreptate: în toată regiunea Africii de Sud-Est, strămoșii lor au lăsat picturi dinamice pe pereții stâncilor și ai peșterilor, executate cu pigmenți necunoscuți și foarte rezistenți care au durat milenii. Reprezentările de animale, vânători, ceremonii și dansuri sunt comune. Dealurile Tsodilo⁠(d) din Botswana au fost recunoscute ca sit al Patrimoniului Mondial UNESCO în 2001, conținând în total aproximativ 4.500 de picturi rupestre; nu toată arta acoperită de această desemnare este realizată de poporul San sau de strămoșii lor. Cele mai multe picturi pot fi din ultimii 1000 sau 2000 de ani, deși uneori sunt revendicate date mult mai vechi. Este dificil de datat majoritatea picturilor; adesea pot fi folosite metode de datare cu radiocarbon pentru materialele de pe podeaua unui adăpost, dar acestea pot să nu aibă legătură cu datele din domeniu.

## Arta bantu
Arta tswana și a altor popoare bantu este mai asemănătoare cu cea a popoarelor bantu din restul Africii de sud-est. Sculpturi sofisticate din piatră și lemn (de obicei cu animale sau oameni), sculpturi și ceramică; arta „urbană” realizată din instrumente de dișcă, bastoane sculptate, knobkerries și multe alte forme de artă. O artă deosebit de dezvoltată în Botswana este pregătirea și comercializarea pieilor și blănurilor care au fost cusute împreună, adesea combinate în panouri decorative folosind diferite tipuri și culori de blană de la diferite animale. Acestea pot avea și o utilitate certă, fiind derivate inițial din „Kaross⁠(d)” sau pătura de deșert potrivită condițiilor foarte reci din Kalahari pe timp de noapte și iarna. Păturile din lână și croșetate în modele locale sunt, de asemenea, populare. Țeserea coșurilor este, de asemenea, efectuată la un nivel ridicat de pricepere și variație.
Există o mare suprapunere între operele de artă ale celor două grupuri: de exemplu, sârma, feroneria și mărgelele folosite la articolele San ar fi fost obținute prin comerț de la popoarele bantu, care la rândul lor, ar fi obținut ei înșiși o parte din materialul lor de artă brut, cum ar fi pieile și coarnele de animale de la populația San.

## Artă modernă
În zilele noastre, industria de artă prosperă în producția de articole pentru consumul turistic. Mlaștina Okavango, unele părți ale traseului turistic din deșertul Kalahari și diverse rezervații de vânătoare susțin toate industriile de artă locale active. Marile orașe au și galerii turistice. Unii artiști, inclusiv locuitorii albi din Botswana, pictează imagini bidimensionale ale vieții sălbatice pentru aceeași piață, care include, de asemenea, diverse articole, cum ar fi tricouri, cuțite de vânătoare, pantofi și pălării. Lucrările din piele sunt, de asemenea, populare, la fel ca și articolele realizate din obiecte urbane utilitare, cum ar fi blaturile de sticle și sârmă; tobe, mărgele, zornăitoare, instrumente muzicale precum mbira și animale înșirate, cum ar fi brățările din păr de elefant.
În timpul apartheidului, artiștii sud-africani aflați în exil s-au adunat în Botswana sub numele Medu Art Ensemble pentru a produce lucrări de artă politică. Galeria Națională de Artă de la Muzeul Național Botswana expune artă tradițională și contemporană.